# Северин Кропивницький
Северин Кропивницький (пол. Seweryn Kropiwnicki) гербу Сас — земський писар Брацлавського воєводства.
Депутат сейму 1585 від Брацлавського воєводства. Був послідовником православного християнства.
Разом з дружино Євдоксією Копець мав сина Михайла.